# Перл Ривер (Луизијана)
Перл Ривер (енгл. Pearl River) град је у америчкој савезној држави Луизијана.

## Демографија
По попису из 2010. године број становника је 2.506, што је 667 (36,3%) становника више него 2000. године.
| Група             | 2000.         | 2010.         |
| Белци             | 1.732 (94,2%) | 2.275 (90,8%) |
| Афроамериканци    | 25 (1,4%)     | 72 (2,9%)     |
| Азијати           | 9 (0,5%)      | 10 (0,4%)     |
| Хиспаноамериканци | 38 (2,1%)     | 84 (3,4%)     |
| Укупно            | 1.839         | 2.506         |